# Konrad-Adenauer-Brücke (Aschaffenburg)
Die Konrad-Adenauer-Brücke ist eine Straßenbrücke in Aschaffenburg, die den Main 87,7 km oberhalb seiner Mündung quert. Ihre Durchfahrtshöhe beträgt 7,70 m über HSW.
Auf ihr verläuft die Aschaffenburger Ringstraße mit vier Fahrstreifen und beidseitigem Fuß- und Radweg.
Sie verbindet die Stadtteile Nilkheim und Stadtmitte/Innenstadt.
Sie ist nach dem ersten Bundeskanzler der Bundesrepublik Deutschland, Konrad Adenauer, benannt.
Zwei weitere Straßenbrücken queren in Aschaffenburg den Main: Friedrich-Ebert-Brücke und Willigisbrücke.